# Белоречка
Белоре́чка — посёлок в муниципальном округе Верхний Тагил Свердловской области России. С 1935 по 2004 год Белоречка имела статус рабочего посёлка (посёлка городского типа).

## География
Белоречка расположен в холмистой, преимущественно лесной зоне Среднего Урала, близ Бунарского хребта, приблизительно в 7 километрах к юго-востоку от города Верхнего Тагила и в 10 километрах к северо-западу от города Новоуральска (но всего в 3 километрах от промышленной площадки Уральского электрохимического комбината). Вблизи Белоречки находится крупная гора Бунар, известная своими скалами — так называемыми Бунарскими идолами.

## История
Поселение было основано в 1911 году при Белореченском руднике. В 1913 году была заложена шахта Белая. Медная руда с Белореченского рудника по узкоколейной железной дороге доставлялась на Калатинский медеплавильный завод.
В 1935 году Белоречка получила статус рабочего посёлка.
Расцвет Белоречки пришёлся на 1950-е годы. В посёлке работали школа, больница, клуб, библиотека, столовая, магазины. До 2006 года между Белоречкой и Кировградом ходил пассажирский поезд.
К 1964 году рудник выработался и был закрыт. Население начало быстро убывать. В посёлке не осталось ни предприятий, ни учреждений социальной сферы.
В 2004 году рабочий посёлок Белоречка отнесена к категории сельских населённых пунктов, к виду посёлок.

## Инфраструктура
После стремительного упадка посёлка в 1990-х и резкой убыли населения как следствие того были закрыты и снесены поселковый клуб, местная поликлиника, сельская школа и детский сад. В посёлке работают недавно открывшийся фельдшерско-акушерский пункт, отделение почты и один магазин смешанных товаров (сельпо). В посёлке сохранился памятник в честь жертв Великой Отечественной войны.

## Транспорт
До Белоречки можно добраться на пригородном автобусе из Верхнего Тагила, Новоуральска и Кировграда.

## Население
| 1959 | 1970  | 1979  | 1989 | 2002 | 2010 |
| ---- | ----- | ----- | ---- | ---- | ---- |
| 2656 | ↘1438 | ↘1008 | ↘549 | ↘269 | ↗319 |

## Известные уроженцы
В Белоречке родились:
- Александр Спиридонович Швед (род. 1957) — тенор, артист театра, солист Марийского театра оперы и балета им. Э. Сапаева (1985―2012), народный артист Республики Марий Эл, заслуженный артист Республики Марий Эл;
- Иероним (Шурыгин) (1952—2013) — архимандрит Русской православной церкви, наместник Свято-Троицкого монастыря города Алатыря.